# Fayetteville (Arkansas)
Fayetteville è un centro abitato (city) degli Stati Uniti d'America, capoluogo della contea di Washington, nello Stato dell'Arkansas. Nel 2009 la popolazione era di 77.142 abitanti.

## Geografia fisica
Secondo i rilevamenti dello United States Census Bureau, Fayetteville si estende su una superficie di 44.49 km².

## Cultura
- University of Arkansas at Fayetteville (sede centrale).